# Rohy (přírodní rezervace)
Rohy jsou přírodní rezervace v chráněné krajinné oblasti Poľana na Slovensku. Nachází se v katastrálním území obce Vígľaš v okrese Detva v Banskobystrickém kraji. Území bylo vyhlášeno či novelizováno v roce 1986 na rozloze 25,03 ha. Ochranné pásmo nebylo stanoveno.